# Josivaldo JP
Josivaldo dos Santos Melo (Jacundá, 29 de novembro de 1983), mais conhecido como Josivaldo JP ou apenas JP, é um empresário, agropecuarista, comerciante e político brasileiro, filiado ao Partido Social Democrático (PSD).